# 少女日記
『少女日記』（しょうじょにっき）は、2000年10月2日から2001年3月30日までテレビ東京系で深夜に放送されていたミニ番組である。なお、これ以降も『新・美少女日記』、『美少女日記III』とシリーズ化された。ハロプロ枠の前身番組は『モーニング娘。のへそ』（2000年1月 - 9月）である。

## 番組概要
- 松浦亜弥主演ドラマ
  - 「美・少女日記」（2000年10月 - 12月放送分）
  - 「美・少女日記2」（2001年1月 - 3月放送分）
- モーニング娘。の今日のタメゴト

## 出演者
- 松浦亜弥
- モーニング娘。

## VHS
- 美・少女日記 1（2001年4月25日）
- 美・少女日記 2（2001年6月27日）
- 美・少女日記 3（2001年9月27日）
- 美・少女日記 4（2001年12月12日）
- 今日のタメゴト part 1 （2001年4月25日）
- 今日のタメゴト part 2 （2001年4月25日）
- 今日のタメゴト part 3 （2001年8月29日）
- 今日のタメゴト part 4 （2001年8月29日）

## DVD
- 美・少女日記 I（2001年12月11日）
- 美・少女日記 II（2001年12月11日）
- モーニング娘。 今日のタメゴト 完全版 （2001年4月25日）
- モーニング娘。今日のタメゴト 完全版2 （2001年8月29日）

## スタッフ
- 監督／撮影：今関あきよし
- 脚本：野島瑞樹
- 音楽：遠藤浩二
- 企画：山崎直樹
- プロデューサー：山鹿達也（テレビ東京）、北島英光（TTM）
- アシスタントプロデューサー：新潟竜大（TTM）、森田裕香（CUC）
- 監督補／ビデオディレクター：高橋貴司
- 助監督：十文字浩二、中前勇児
- 企画協力：アップフロントエージェンシー
- 制作協力：CUC
- 製作：テレビ東京、テレビ東京ミュージック